# Ґрем Рід
Ґрем Рід (англ. Graeme Reid, 15 червня 1948) — австралійський хокеїст на траві.
Срібний призер Олімпійських Ігор 1976 року, учасник 1972 року.